# Rhynchoticida frenalis
Rhynchoticida frenalis är en stekelart som beskrevs av Boucek 1978. Rhynchoticida frenalis ingår i släktet Rhynchoticida och familjen gallglanssteklar.
Artens utbredningsområde är Laos. Inga underarter finns listade i Catalogue of Life.